# ستان لويد (لاعب كرة قدم أسترالية)
ستان لويد (بالإنجليزية: Stan Lloyd)‏ هو لاعب كرة قدم أسترالية أسترالي، ولد في 6 نوفمبر 1911، وتوفي في 27 سبتمبر 1987.

## وصلات خارجية
- جو لويد على موقع AustralianFootball.com (الإنجليزية)
- جو لويد على موقع AFLtables.com (الإنجليزية)